# Tucker - Un uomo e il suo sogno
Tucker - Un uomo e il suo sogno (Tucker: The Man and His Dream) è un film del 1988 diretto da Francis Ford Coppola. È il film biografico su Preston Tucker.

## Trama
Preston Tucker è un ingegnere visionario che dopo la guerra  intende produrre e commercializzare un'automobile ideata e costruita in proprio. Tucker nella sua idea di automobile moderna poneva in primo piano delle soluzioni tecniche che garantivano una certa sicurezza in caso di incidente, questi elementi venivano trascurati dalle grandi case automobilistiche di Detroit che avevano scarso interesse ad invenstire nelle dotazioni di sicurezza stesse. La sua idea era quella di realizzare una macchina rivoluzionaria, la Tucker Torpedo, modello più sicuro, più veloce e più comodo delle vetture dell'epoca. Questo parere, anche se giustificato, venne visto dalla grandi case automobilistiche come una minaccia che avrebbe causato loro perdite di capitali, vendite e credibilità.
Tucker, sostenuto dalla sua  famiglia, finì sotto processo con l'accusa di non aver tenuto fede al contratto, che prevedeva un numero minimo di modelli (50) prodotti alla data di scadenza della fase di preproduzione. Durante il processo  si accertò che non c'era alcun dolo da parte sua. Grazie alle sue innovazioni e alla sua creatività Preston Tucker verrà giudicato non colpevole dalla giuria. 
Nonostante le molte difficoltà per realizzare un'auto così complessa e tecnologicamente innovativa, Tucker riuscirà comunque a soddisfare le condizioni del contratto, ma nonostante i suoi buoni intenti la fabbrica chiuderà i battenti, soggiogata da pressioni politiche e da interessi delle multinazionali automobilistiche dell'epoca, che vogliono mantenere basso il livello tecnologico e di sicurezza per mero interesse.
Le idee innovative di Tucker, come le cinture di sicurezza, il vetro stratificato eiettabile, i freni a disco diventeranno tutte dotazioni indispensabili nelle autovetture moderne, mentre la configurazione con motore boxer posteriore a sei cilindri fu in seguito utilizzata dalla Porsche e diventerà un classico. Del sogno di Tucker solo cinquantuno pezzi vennero realizzati che diventeranno delle auto da collezione molto ricercate. 
Tucker in difficoltà nel reperire i materiali per realizzare la sua auto, viene aiutato da Howard Hughes che nello stesso periodo combatteva una causa legale contro gli stessi politici corrotti che intentarono il processo a Tucker.

## Riconoscimenti
- 1989 - Candidatura a miglior attore non protagonista a Martin Landau
- 1988 – Chicago Film Critics Association Awards
  - Miglior attore non protagonista a Martin Landau
- 1989 – Golden Globe
  - Miglior attore non protagonista a Martin Landau
- 1989 – Kansas City Film Critics Circle Awards
  - Miglior attore non protagonista a Martin Landau
- 1989 – Premi BAFTA
  - Miglior scenografia